# Lipohipertròfia
La lipohipertròfia insulínica o, senzillament, lipohipertròfia és un bony sota la pell causat per l'acumulació de greix addicional al lloc de moltes injeccions subcutànies d'insulina. Pot ser antiestètic, lleugerament dolorós i pot modificar l'acció de la insulina. És una complicació crònica freqüent i menor de la diabetis mellitus.
La hipertròfia típica del lloc d'injecció té diversos cm de diàmetre, de forma suaument arrodonida i una mica més ferma que el greix subcutani normal.
La lipohipertròfia normalment desapareixerà gradualment al llarg de mesos si s'eviten les injeccions a la zona.
En cert sentit, el "contrari" de la lipohipertròfia del lloc d'injecció és la lipoatròfia del lloc d'injecció, en què el greix subcutani al voltant d'una zona injectada "es fon" durant unes setmanes o mesos, deixant depressions desagradables i ben delimitades a la pell. No s'entén el mecanisme d'aquesta lipoatrofia local i pot implicar autoimmunitat o inflamació local.